# مختارآباد (اردبیل)
مختارآباد یک روستا در ایران است که در دهستان غربی واقع شده‌است. مختارآباد ۳۵ نفر جمعیت دارد.